# Grünbach am Schneeberg
Grünbach am Schneeberg osztrák mezőváros Alsó-Ausztria Neunkircheni járásában, a B-26. sz. szövetségi főút mellett, a járás székhelyétől, Neunkirchentől 14, Bécsújhelytől 22, Soprontól 65 km-re. Lakosainak száma 1568 (2019. január 1-jei állapot).

## Fekvése

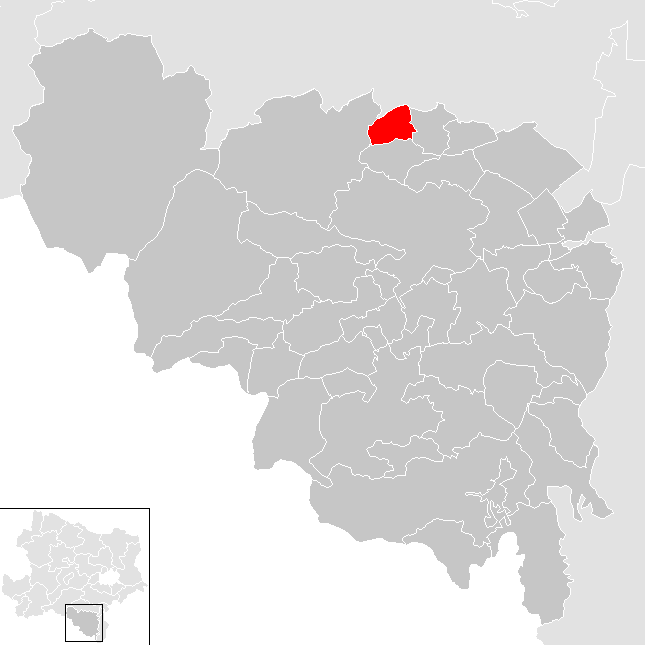
Grünbach am Schneeberg a Neunkircheni járásban

Grünbach am Schneeberg Alsó-Ausztria délkeleti szektorában, fekszik, amelyet Industrieviertelnek (kb. „Iparvidéknek”) is neveznek, az északkeleti Weinviertel („Borvidék”), az északnyugati Waldviertel („Erdővidék”) és a délnyugati Mostviertel („Mustvidék”) vidék mintájára. A település a Hohe Wand hegycsoport délnyugati végének lábánál fekszik, meredek sziklák alatt, a Grünbachi-katlan (Grünbacher Mulde) nyugati lejtőjén. A falu fölé magasodó Hohe Wand sziklaperemének válla az 1023 m magas Gelände, közelében az 1132 m magas Plackles, a Hohe Wand legmagasabb csúcsa. A környék hegyei az Északi-Mészkőalpok (Nördliche Kalkalpen) csoportjához tartoznak.
A község nyugati szélén található a Grünbachi-nyereg (Grünbacher Sattel), az addig emelkedő út innen a Puchbergi-medencébe ereszkedik, amelyet nyugat felől 2076 m magas Schneeberg mészkőmasszívuma zár le. A Grünbachi-nyeregben ered a Szent János-patak (Johannesbach) amely Grünbachon keresztül folyik kelet, majd délkelet (a látványos Johannesbachklamm szurdokon keresztül a Bécsi-medence felé. A Schneeberg közelsége (12 km) és a medence nyugat–keleti nyitottsága meghatározza a lokális éghajlatot. Az élénk légmozgás nyáron enyhíti a meleget, a gyorsan beálló és nehezen múló tél gyakori hóeséseket hoz.
A község területe 7,36 km2, ennek 53,5%-a erdőterület. A községi önkormányzat két települést egyesít: Grünbach am Schneeberg (1396 lakos 2019-ben) és Neusiedl am Walde (172 lakos). A Grünbach am Schneeberget közrefogó szomszéd községek: dél felől Schrattenbach, délkeleten Würflach, keleten Willendorf, észak felől Höflein an der Hohen Wand (Ober- és Unterhöflein), végül nyugat felől Puchberg am Schneeberg városa, a népszerű turistaközpont.

## Története

### A kezdetektől az újkorig
A Római Birodalom idején a vidék Noricum provinciához tartozott. A középkortól kezdve Alsó-Ausztria grófság majd hercegség részeként Ausztria mindenkori sorsában osztozott. A korai középkorban a bajorországi Vornbach (Fornbach) kolostorból érkezett benedek-rendi szerzetesek kapták kolostori birtokként.
Grünbach nevének keletkezését kétféle elmélet alapján vezetik le. Az egyik elgondolás egy 1140-ben keletkezett adománylevélben leírt Grunebach névből eredezteti, a másik a Gumplaha névből, amely idő múltával, a Mária Terézia idején készült regiszterben már Gienplach, az 1787. évi, II. József által elrendelt katasztrális felmérés idejére már Gruenbach formát öltött.
Az itt haladó országút a középkorban fontos, várakkal védett kereskedelmi útvonal volt, erről több várrom tanúskodik a környéken (nyugaton a Scheuchenstein és Stixenstein, Grünbach déli szomszédságában a Schrattenstein, keleten Emmerberg. A Habsburg–török háborúk idején, főleg Bécs első (1529-es) és második (1683-as) ostroma közben török portyázók eljutottak erre a vidékre is, de nagyobb pusztításról csak 1683-ból maradt fenn híradás. 1679-ben pestisjárvány sújtotta a falut, amelyet bécsi fuvarosok hurcoltak be, akik az itt termelt faárut szállították a fővárosba. A 19. század elején a napóleoni háborúkban a völgy települései a francia csapatok fosztogatásaitól szenvedtek.

A grünbachi kőszénbányák 1873-ban (a térkép közepén, jobbra), a Ferenc József uralkodása idején elvégzett országos katonai felmérés alapján.

### Kőszénbányászat és fellendülés
1823-ban a Hohe Wand gyomrában kőszén-lelőhelyet tártak fel. Ez jelentős fellendülést hozott a völgy eddig jelentéktelen kis falvainak. Grünbach területén is több bányát nyitottak, a foglalkoztatottság feljavult, a lakosság száma megnőtt. A szénrétegek a Gosau hegycsoport kőzetrétegeiben fekszenek, a földtörténeti középidőben, a felső kréta campaniai időszakában, 84...70 millió évvel ezelőtt keletkeztek.
1897. április 15-én megnyitották a Schneeberg-vasútvonalat, Bécsújhelytől Puchberg am Schneebergig, ez elsősorban a szénszállítást szolgálta, de – Bécs közelsége miatt – az idegenforgalmat is fellendítette. Ehhez a vonalhoz Puchbergben csatlakozott a Schneebergre felvezető fogaskerekű vasút, amely a mai napig turisták tömegét vonzza. Grünbachban és a környező hegyekben számos menedékház és panzió épült. 1902-ben Ferenc József császár, az üdvözlő lakosság sorfala közt vasúton átutazott Grünbachon, és meglátogatta a Schneeberg tetején épült Erzsébet királyné-emlékkápolnát (épült 1899–1901 között).
1927-ben a helyi sajtó hírt adott egy Hohe Wandra felvezető drótkötélpálya tervéről. Két nyomvonal között kellett dönteni: egyik a Grünbachból a Große Kanzel csúcsra, a Wilhelm Eichert menedékházhoz vitt volna fel, a másik ettől keletebbre, a szomszédos Willendorfból a Hubertushaus hegyi szállóhoz. Később mindkét tervet ejtették, a Hubertushaus-hoz (díjköteles) hegyi aszfaltutat építettek.
A második világháborúban 1945 április végétől (Bécs eleste után) súlyos harcok folytak Grünbach területén is. A Bécsújhely és Neunkirchen felől előrenyomuló Vörös Hadsereg 4. gárdahadseregének I. gépesített gárdahadteste küzdött a Puchbergből operáló német egységek, a 33. SS-Önkéntes Lovashadosztály Keitel-Harccsoportja és a 99. lövész hadosztály maradéka ellen. A faluban 50 szovjet és 70 német katona esett el, és 8 polgári személy vesztette életét a harcok miatt. A Harmadik Birodalom május 8-i kapitulációja után a harcok megszűntek. A szovjet katonai megszálló hatóság és a katonai rendőrség a szomszédos Unterhöfleinben állomásozott 1946 végéig. A háború után a turizmus ismét fellendült.
Az 1960-as évek elejére a grünbachi szénbányászat gazdaságtalanná vált. Az (akkoriban korszerűnek minősülő) olajkályhás fűtés terjedésével és a vasút villamosításával a kőszén iránti igény gyorsan csökkent. 1965-ben a termelést leállították, a bányavállalatot felszámolták. Mivel a szénbánya volt a környék egyetlen ipari munkaadója, ennek bezárásával Grünbach gazdasági jelentősége visszaesett, válságövezetté vált, súlyos mértékűre nőtt a munkanélküliség.

### Másodvirágzás: az ÖKG-korszak
A volt bányavállalat grünbachi telephelyét és műhelyeit (Új-akna, Neuschacht) egy német iparvállalat, a reiskircheni (Hessen) székhelyű Karl Weiss Ges.m.b.H. vásárolta meg, amely itt szellőzéstechnikai és épületgépészeti berendezéseket (ventilátorokat, hőcserélőket, elektromos kapcsolótáblákat) gyártott. Az 1970-es évek elején, Bruno Kreisky szociáldemokrata kormányzása idején a gyárat megvette az osztrák állami többségű Österreichische Klimatechnik GmbH (ÖKG). Ezt a céget kifejezetten az osztrák állami hitelekből finanszírozott keleti kereskedelem (Osthandel) kiaknázására hozták létre. Exportpiacai a közép-európai KGST-államok, valamint a Közel-Kelet szovjetbarát országai (Algéria, Egyiptom, Szíria) voltak. Az ÖKG – exkluzív bilaterális keretszerződésekre támaszkodva – jelentős volumenű épületgépészeti felszerelést exportált. Hűtő- és klímaberendezései eljutottak pl. az 1970-es években az osztrák hitelekből épült budapesti szállodákba is. Az ÖKG igazgatója, Erwin Tautner, kiváló politikai kapcsolatait kihasználva, bonyolult nemzetközi üzleti hálózatot hozott létre. A több száz főt foglalkoztató ÖKG működése ismét felvirágoztatta Grünbach am Schneeberget és a környező településeket.
1981-ben az ÖKG csődöt jelentett. Tautner Spanyolországba távozott, de 1982-ben elfogták és kiadták Ausztriának. A szövetségi főügyészség vizsgálata nagyszabású nemzetközi csalássorozatra derített fényt. A korabeli (1982) jelentések 2 milliárd Schilling eltűnéséről szóltak, ami mai (2010) értékben legalább 250 millió eurónak felelne meg. Az ÖKG hitelezői, köztük a nagy ELIN konszern, belebuktak, kis híján magukkal rántva az Österreichische Länderbankot is. Tautner több vezetőtársát és állami tisztviselőket is jogerősen elítéltek. Franz Vranitzky bankelnök lemondott. A botrány valószínűleg hozzájárult az SPÖ 1983-as választási kudarcához, a Kreisky-korszak végéhez. Maga Tautner a vizsgálat során rejtélyes módon visszakapta elkobzott útlevelét, ezzel ismét Spanyolországba távozott, ahol 1989-ben megtalálták, de (az akkori törvények értelmében) másodszor már nem adták ki Ausztriának. Sohasem állt bíróság elé, szabad emberként élt a Costa Braván, 1992-ben autóbalesetben halt meg.

### Az ezredvég
A tönkrement ÖKG grünbachi gyárát 1983-ban a német Karl Weiss cég utódja, az időközben a Schunk Csoport tagjává vált Weiss Technik Ges.m.b.H vette „vissza”. A grünbachi Weiss Technik gyár visszaszerezte az ÖKG korábbi piacait, megújította a KGST-országok állami külkereskedelmi vállalataival kötött exkluzív export-szerződéseit. A világpiacon működő német anyacég jóvoltából jelentős megbízásokat szerzett Nyugat-Európából is. Az alkalmazottak száma azonban az ÖKG-időkhöz képest töredékére, mintegy 120 főre süllyedt, még így is a környék legnagyobb, meghatározó munkaadója maradt.
1990-ben Grünbach am Schneeberg megünnepelte fennállásának (első oklevélbeli említésének) 950. évfordulóját. A helyi lakosok történelmi jelmezekben és korhű járművekkel vonultak fel, megjelenítve Grünbach és a környék történelmének fontosabb állomásait.
1991-ben a Grünbach-Schule vasúti megállóhelynél súlyos baleset történt: egy Puchberg felől érkező mozdony összeütközött a szembejövő, menetrendszerű személyvonattal, két osztrák utas életét veszítette. A vonaton utazott a MÁV Vezérigazgatóságának kiránduló csoportja is, közülük többen megsérültek.
Az 1990-es kelet-európai gazdasági rendszerváltás lerombolta az államközi szerződésekkel biztosított KGST-piacokat. A német anyacég 1993-ban feladta grünbachi leányvállalatát, a környék ismét krízisövezetté vált. Súlyos leépítések után a helyi menedzsment (tartományi pénzügyi segítséggel) átvette a céget, amely korábbi munkavállalóinak töredékével működött tovább. 1996-ban a Weiss Technik név használatának joga lejárt, a Clima-Tech nevet vették fel. 1999-ben újabb tulajdonosváltozás történt, azóta Clima Tech Airconditioners GmbH néven működik, a ternitzi székhelyű társaság gyáraként.
Grünbach területén több apró jel, kint felejtett tábla emlékeztet a régi nagy munkaadókra, a bányavállalatra és az ÖKG-ra. Ma a grünbachi bányák építményei közül a Klaus-akna és az Új-akna (Neuschacht) épületei láthatók (ezekben működött korábban az ÖKG, majd a Weiss Technik, ma a Clima-Tech telepe). Áll még az Isten áldásával (Im Segen Gottes) akna tornya, használaton kívül.

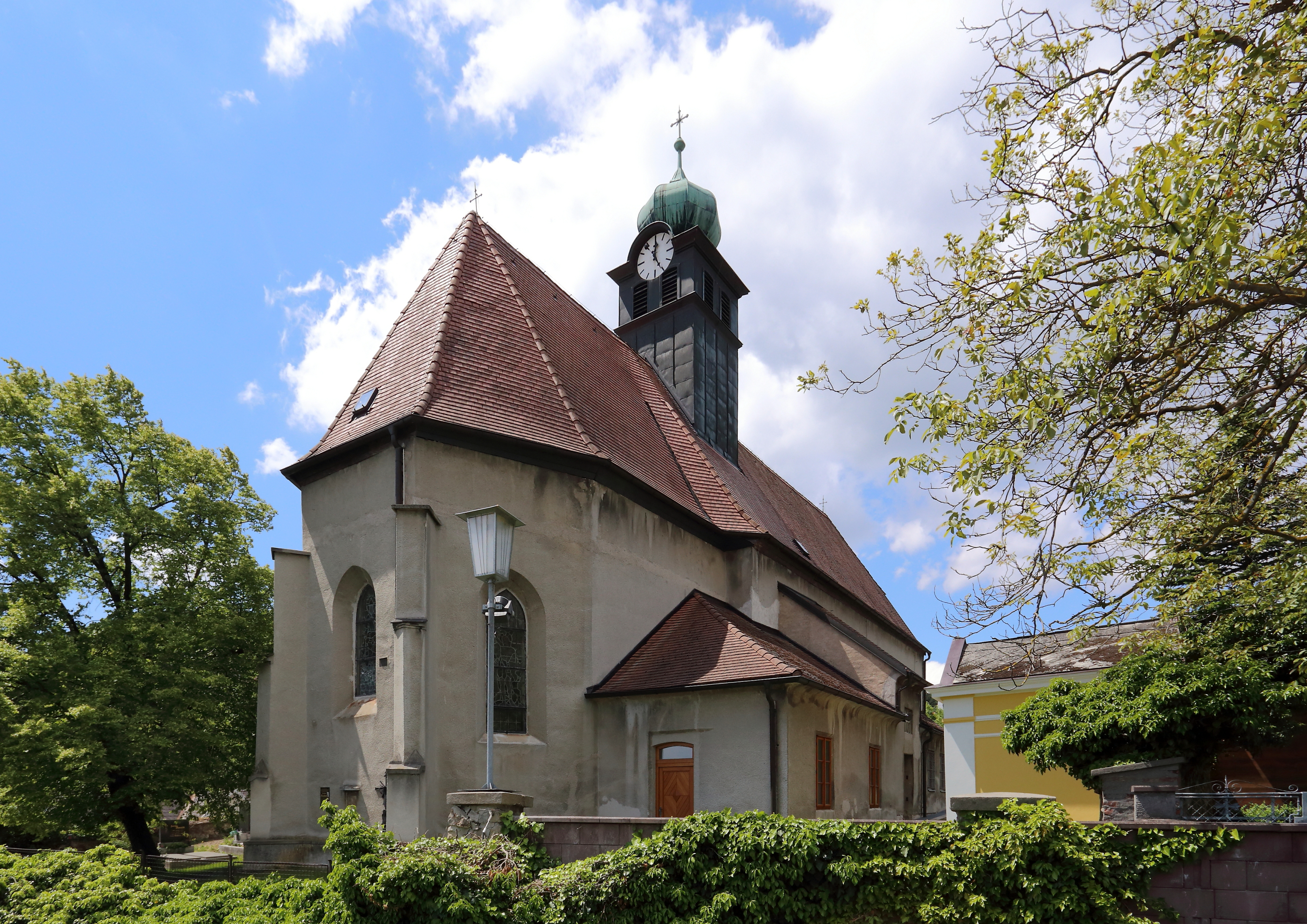
A Szent Mihály plébánia templom
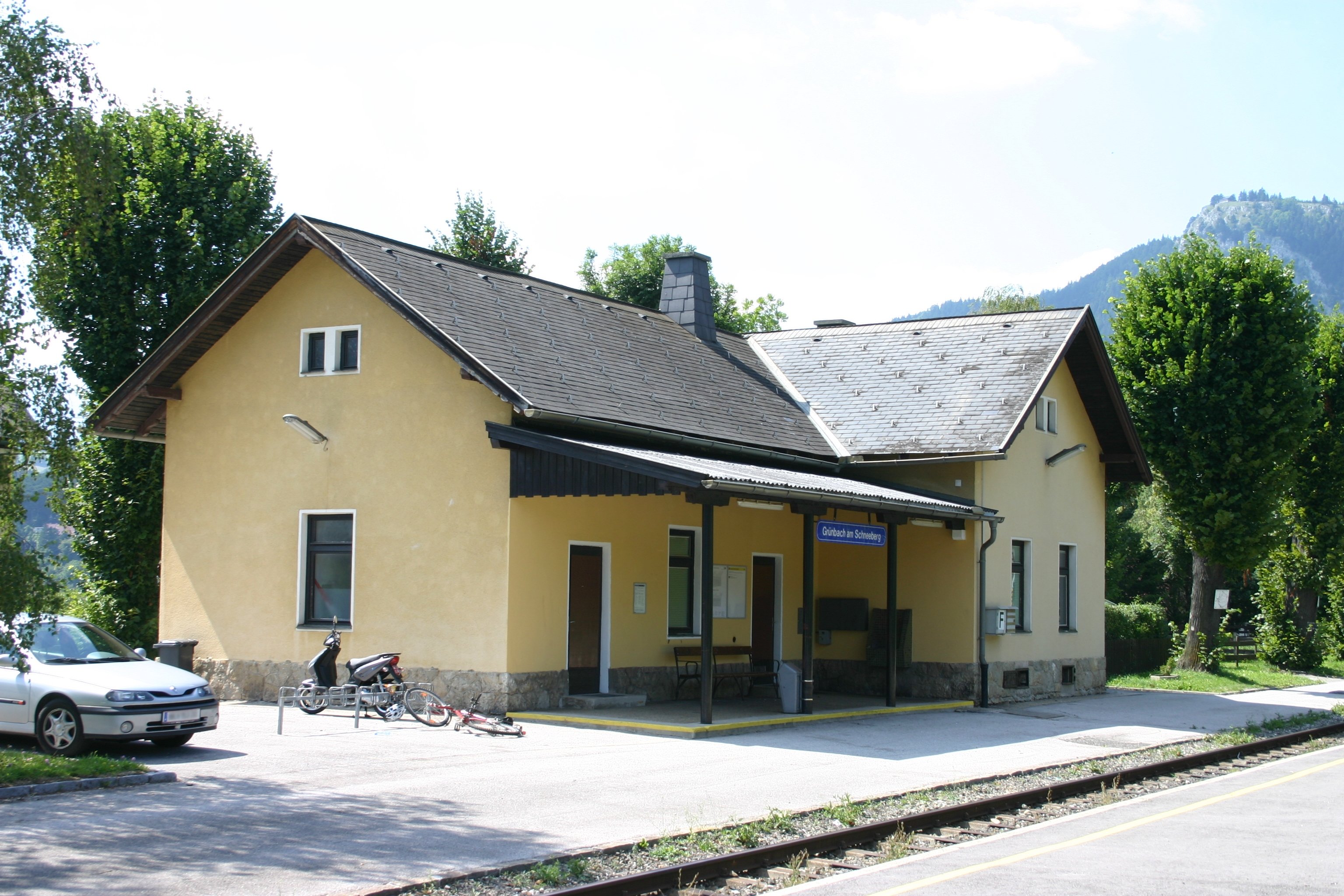
A grünbachi vasútállomás (Schneeberg-vonal)
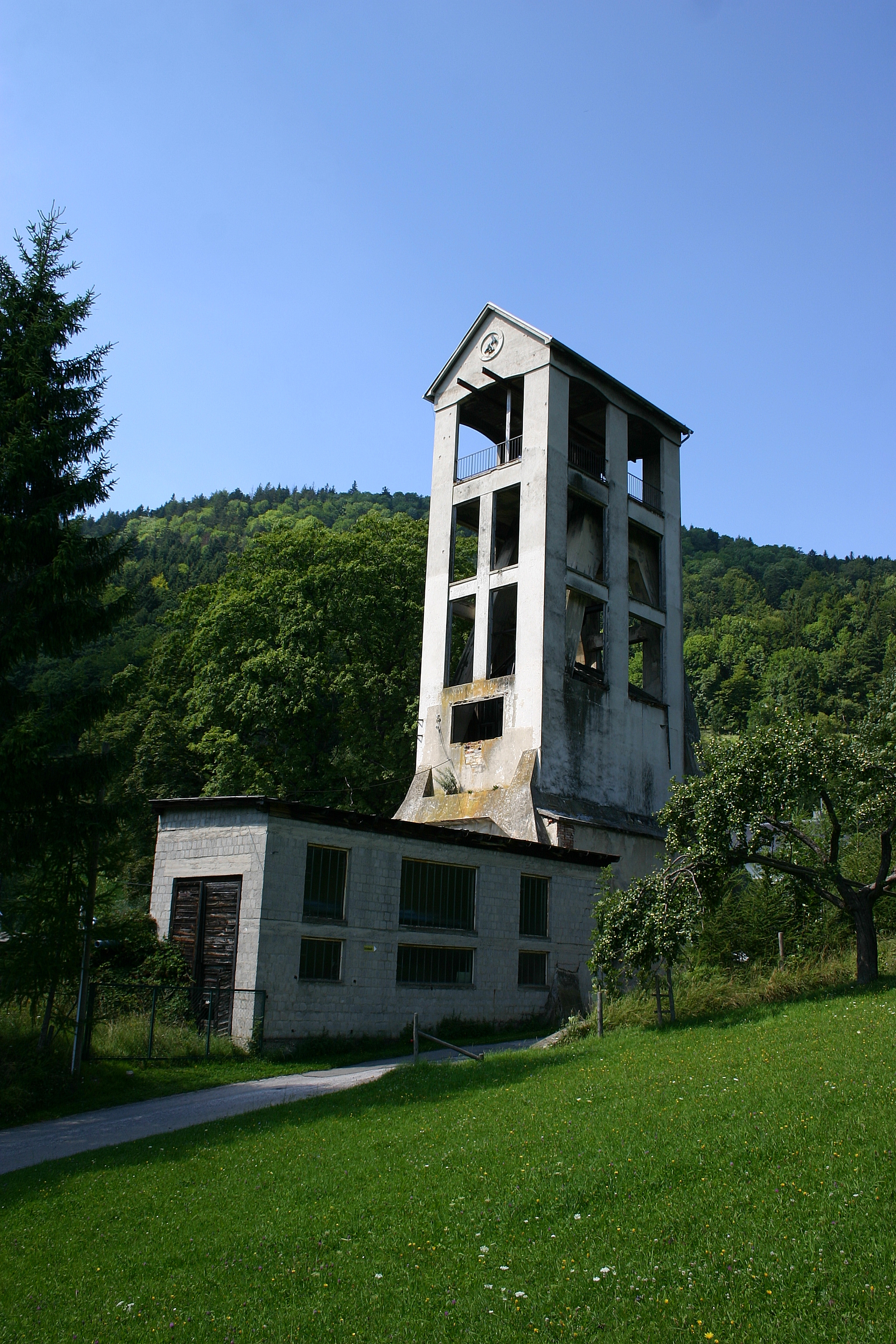
Az egykori Im Segen-Gottes-akna
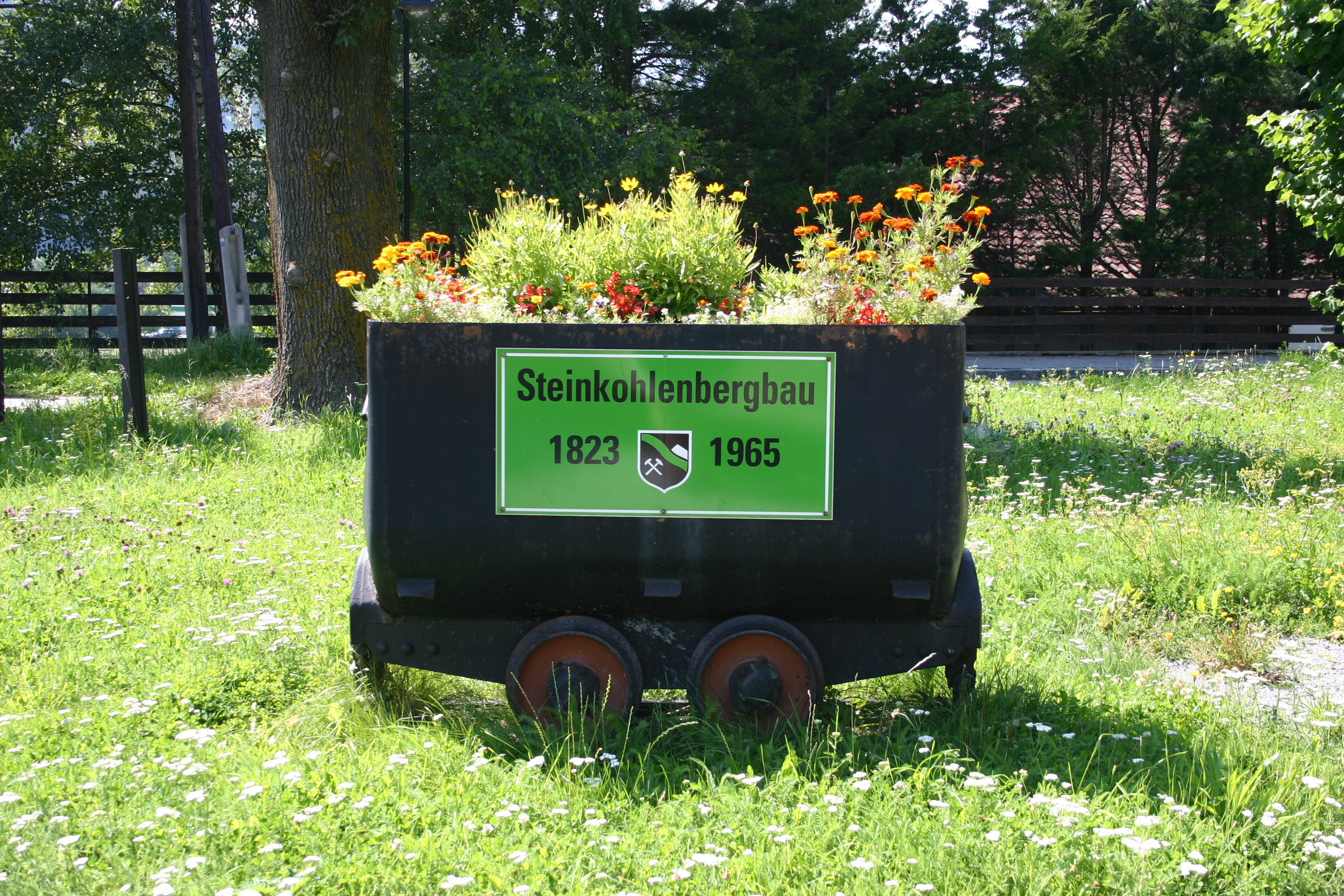
Az egykori szénbánya emléke: régi csille.

## Helyi látnivalók
| - Bányamúzeum (Bergbaumuseum), am Neuschacht. - Im Segen Gottes akna egykori felvonótornya. | - Szent Mihály-plébániatemplom (Pfarrkirche St. Michael). - Barbarahalle (kiállító- és rendezvényterem). |

## Lakosság
A Grünbach am Schneeberg-i önkormányzat területén 2019 januárjában 1568 fő élt. A lakosságszám 1961 óta csökkenő tendenciát mutat. 2017-ben a helybeliek 89,57%-a volt osztrák állampolgár; a külföldiek közül 1,5% a régi (2004 előtti), 4% az új EU-tagállamokból érkezett. 1,7% a volt Jugoszlávia (Szlovénia és Horvátország nélkül) vagy Törökország, 3,2% egyéb országok polgára volt. 2001-ben a lakosok 72,6%-a római katolikusnak, 2,5% evangélikusnak, 5,3% mohamedánnak, 18,5% pedig felekezeten kívülinek vallotta magát. Ugyanekkor a legnagyobb nemzetiségi csoportokat a német (92,3%) mellett a törökök (3,8%), a magyarok (1,2%, 22 fő) és a horvátok (1,1%) alkották.
A népesség változása:

| 2016 | 1 705 |
| 2018 | 1 647 |

## Politika
Grünbach önkormányzati testülete 19 tagból áll. A 2010-ben tartott községtanácsi választáson az SPÖ 11, az ÖVP 8 helyet szerzett. (Az ezt megelőző, 2005-ös választáson az SPÖ 13 helyet, az ÖVP 6 mandátumot szerzett.)

## Közlekedés
A községen keresztülhalad a B-26 szövetségi főút (Bundesstraße), amely Bécsújhelyről indul, az A2 Déli Autópályát (Südautobahn) a Wiener Neustadt-West csomópontnál érinti, majd Weikersdorfon, és Grünbachon át Puchberg am Schneebergig nyugat felé halad, onnan délnek fordul, Ternitznél a kerületi székhely, Neunkirchen mellett a B-17 szövetségi főútba (Semmeringstraße), ill. az ezzel párhuzamos S-6 autóútba (Semmering-Schnellstraße) torkollik. A falu távolsága a legközelebbi városoktól: Neunkirchentől 14, Bécsújhelytől 22, Soprontól 65, Bécstől 76 km..
Grünbach am Schneeberg elérhető az Osztrák Szövetségi Vasutak (ÖBB) Bécsújhely–Puchberg am Schneeberg vonalán, az ún. Schneeberg-vasúton (Schneebergbahn), amelynek itt 1 vasútállomása és három megállóhelye van (Schule, Klaus, Kohlenwerk). A járási székhelyre (Neunkirchenbe) munkanapokon menetrend szerinti autóbuszjárat is közlekedik, Würflachon keresztül.